# Rava (Zadar)
Rava je naselje na istoimenom otoku Rava u Zadarskom arhipelagu, administrativno pripada Gradu Zadru.

## Vela Rava
Vela Rava je dio naselja Rava na otoku Rava, smještenom u Zadarskom arhipelagu.
Naselje je smješteno u središnjem dijelu otoka, koristeći povoljan položaj uz uvale Marnjica, Grbačina i Grbavač na zapadnoj obali otoka (uz koje je vezana glavnina novije izgradnje kuća za stanovanje i odmor), te mogućnost pristupa uvalama Ivanoševica i Pavajsko na sjeveroistočnoj obali otoka. Vela Rava je još od srednjeg vijeka bila glavno središte na otoku. U starijem dijelu naselja na vrhu blago zaravnjene uzvisine 75 m do 82 m nadmorske visine, nalazi se seoska škola, župna crkva Uznesenja Blažene Djevice Marije Vele Gospe koja se spominje još 1391. godine, temeljito je restaurirana 2006. godine, uljara i župni dvor, a u novijem dijelu naselja, uz uvalu Marnjicu, trgovina, pošta i restoran. Uz više manjih mulića i porta za brodice, u Marnjici se nalazi i riva uz koju pristaje putnički brod koji Ravu povezuje sa Zadrom. 

Na središnjem mjesnom trgu Kolešću označen je Centar Svita (slično kao u Ludbregu, Biloj Vlaci i brojnim drugim hrvatskim naseljima), po čemu je Rava poznata u zadarskom arhipelagu ("Rava - Centar Svita", "Ki ni vidi Rave ni vidi Svita").
 
U Veloj Ravi je uređeno nogometno igralište Dragušina gdje se svake godine, na dan Ravske fešte Vela Gospe, 15. kolovoza, već više desetljeća održavaju tradicionalni malonogometni turniri. 

## Mala Rava
Mala Rava je dio naselja Rava na otoku Rava, smještenom u Zadarskom arhipelagu.
Mala Rava je smještena na sjeverozapadnom dijelu otoka, uz uvalu Lokvina. Uvala je otvorena prema zapadu, odnosno prema Dugom otoku, te otočićima Mrtovnjaku i Galijici u Ravskom kanalu. Budući da je poluotokom Zaglavićem zaštićena od prevladavajućih vjetrova, predstavlja povoljno mjesto za sidrenje. U Lokvini je sredinom 1990-ih uređeno privezište s bovama, slično kao i u Brbinju, Brguljskom zaljevu, Premudi, Ždrelašćici i dr. Preko svega 100 m uske prevlake Tanko, Mala Rava je povezana i s uvalom Tanko, otvorenom prema sjeveroistoku, odnosno prema otoku Ižu. Obala toga malog mjesta je lijepo uređena višekratnim zajedničkim akcijama mještana. Betonirani su uzobalni putovi i nekoliko mulića. U najuvučenijem dijelu Lokvine uređeni su porat i riva uz koju pristaju putnički brodovi koji otok povezuju s Ižem i Zadrom, prije i sa Savrom i Brbinjem na Dugom otoku.
 
Predviđeno je da započnu radovi na izgradnji novoga trajektnog pristaništa nedaleko od stare rive. U mjestu se nalazi i uljara za preradu maslina, ambulanta te jedan manji nekategorizirani ugostiteljski objekt.
Stari dio naselja s nekoliko odvojenih kompleksa kamenih kuća nalazi se na povišenom položaju, malo podalje od Lokvine. Na najvišem položaju u naselju poslije Drugoga svjetskog rata izgrađena je seoska gustirna s velikom naplovnom površinom, najveći otočni spremnik kišnice. U mjestu se nalazi kapelica posvećena Sv. Petru u blizini ruševina do sada neistraženoga srednjovjekovnoga kompleksa, te spomenik koji je podignut u znak sjećanja na žrtve stradale za vrijeme Drugoga svjetskog rata.

## Stanovništvo
Prema popisu stanovništva 2011. godine naselje Rava je imala 117 stanovnika.
| broj stanovnika | 173   | 219   | 247   | 335   | 400   | 400   | 491   | 375   | 411   | 371   | 305   | 234   | 147   | 120   | 98    | 117   | 67    |
|                 | 1857. | 1869. | 1880. | 1890. | 1900. | 1910. | 1921. | 1931. | 1948. | 1953. | 1961. | 1971. | 1981. | 1991. | 2001. | 2011. | 2021. |